# 康拉德·格列伯
康拉德·格列伯（英語：Conrad Grebel，約1498年－1526年），瑞士人文主義者，瑞士弟兄會、基督教重浸派的創始者之一。格列伯約1498年出生，在家排行老二。格列伯的童年是在格呂寧根度過，1513年才與家人一起到蘇黎世生活。而後自1514年起，他在國外學習了數年，也曾在巴塞爾擔任校對員。1520年格列伯返回蘇黎世後，受到慈運理的影響，使他在1522年投入更正教改革的陣營。於同年結婚，並在1523年左右成為基督教牧師。不久之後，因在政教分離和嬰兒洗禮等議題上與慈運理理念不同，而脫離慈運理自立，且於1525年與費利克斯·曼茲等人正式展開重洗派的改革運動，1526年因瘟疫而過世，享年28歲。

## 教育
格列伯曾在蘇黎世接受傳統的人文主義教育，1514年起，格列伯又先後在巴塞爾、維也納和巴黎的大學中接受教育。 1520年，格列伯的父親因為聽聞他在巴黎過著揮霍的生活、又與其他學生發生多次的鬥毆，而切斷了格列伯的一切資金補助，並要求他回到蘇黎世。格列伯在三所大學中總共度過了大約六年的時光，但他沒有完成學業或獲得學位。1521年，格列伯加入了一個讀經小組，與慈運理等人一起學習。他們一起研究了希臘經典、拉丁聖經、希伯來舊約和希臘新約。而正是在這個讀經小組中，格列伯與滿茲認識並建立了密切的友誼。

## 家庭與婚姻
從康拉德出生的前一個多世紀開始，格列伯一直是瑞士著名的家族。他的父親雅各（Jakob Grebels）是一名鐵商，從1499年至1512年在格呂寧根擔任縣長，而後又在蘇黎世州議會中擔任代表。
格列伯大約在1498年出生於蘇黎世州的格呂寧根，在雅各與Dorothea（Fries）的六個孩子中排行第二。雅各雖然不同意兒子的宗教信仰，但他認為慈運理對重洗派採取的鎮壓措施過於嚴厲。1526年10月30日，雅各因涉嫌獲取非法資金而被定罪，在蘇黎世被處以死刑，然而有一些學者認為，雅各之所以被判死刑，是因為反對慈運理的措施。
在婚姻方面，格列伯在1522年2月與芭芭拉（Barara）結婚，他的妻子因社會階級較低，而不被格列伯家人所認同，但格列伯仍違背了家人的意願，和其結為連理。格列伯與芭芭拉婚後共育有三子。在格列伯因病過世之後，由親戚幫忙撫養孩子。格列伯的後代，仍有在蘇黎世法院及教區服務的。

## 信仰理念與事工
康拉德·格列伯一開始在慈運理的帶領之下接受了福音派的信仰，成為蘇黎世教會的教友，並且全力支援慈運理的宗教改革運動。
然而在不久之後，他和滿茲等人就發現他們和慈運理的某些信仰理念並不相同，特別是在政教分離和嬰兒洗禮的議題上，產生了歧見。格列伯和滿茲認為：聖經中並沒有嬰兒洗禮的依據個人必須要在心智成熟的條件下，自願接受洗禮，才能為他施洗。故他們向慈運理反應，希望慈運理能督促議會廢除嬰兒洗禮。然而基於政治考量，慈運理並未採納他們的意見。
因此，格列伯和滿茲等人就決定要自立。他們開始在各自的家中舉辦研經小組。1525年1月，在一次聚會中，曾經受過嬰兒洗禮的弟兄─喬治·布勞羅克（布老若克）受到聖靈的感動，跪在地上禱告，隨之請求格列伯立即為他重新洗禮。這是格列伯第一次為曾經接受過嬰兒洗禮的成人重新施浸，而在這之後，布老若克也開始為其他人重行洗禮。由於他們為他人重新施洗，因此被外人稱之為「重浸派」。
然而重洗派的理念和做法並不被天主教和其他更正教團體接受，很快地，蘇黎市政府開始對他們進行鎮壓。一開始，市政府只是驅逐接受重洗的人，然而此舉仍難遏阻重洗派的決心。 1526年三月，蘇黎世政府開始下令，要將重洗派的人淹死，用這種方式來譏諷他們的理念。1527年滿茲就以這種方式殉難，格列伯則在滿茲被處刑前死於瘟疫。

## 外部連結
- Conrad Grebel （页面存档备份，存于） in Global Anabaptist Mennonite Encyclopedia Online
- Conrad Grebel: The Father of Anabaptists